# اوگاندی
اوگاندی (به لاتین: Ogandi) یک منطقهٔ مسکونی در استونی است که در شهرستان هیو واقع شده‌است.